# À tuteur-tuteur ennemi
À tuteur-tuteur ennemi est le onzième épisode de la vingt-quatrième saison de la série télévisée Les Simpson et le 519e épisode de la série. Il est diffusé pour la première fois sur la chaîne américaine Fox le 27 janvier 2013.

## Synopsis
Après avoir accompagné Lenny et Carl chasser une tornade, Homer et Marge se retrouvent coincés dans un bâtiment en ruines. Se rendant compte qu'ils étaient à deux doigts de laisser leurs enfants orphelins, ils décident de leur chercher des tuteurs mais aucun membre de leur famille ni ami ne peut prendre les enfants en charge. C'est alors que Bart et Lisa rencontrent un couple de jeunes surfeurs branchés mais il y a quelque chose chez ces personnes que Marge ne sait pas.